# SG Biel
SG Biel, pełna nazwa Schachgesellschaft Biel – szwajcarski klub szachowy z siedzibą w Biel/Bienne, siedmiokrotny zwycięzca Nationalligi A.

## Historia
Klub został założony w 1901 roku. W 1977 roku po raz pierwszy wygrał Nationalligę A. W tym samym roku zespół zadebiutował w Pucharze Europy, a w kadrze znajdował się wówczas m.in. Wiktor Korcznoj. W pierwszej rundzie klub pokonał wówczas SK VÖEST Linz, a następnie odpadł z Crveną zvezdą. W latach 1986, 1989, 1997, 2000, 2001 i 2004 SG Biel wygrywał Nationalligę A. W 2005 roku klub drugi raz w historii uczestniczył w Pucharze Europy. Odniesiono wówczas trzy zwycięstwa, raz zremisowano i przegrano trzy mecze, dzięki czemu SG Biel zajął 23. miejsce w rozgrywkach. Kadrę zespołu stanowili wówczas m.in. Ognjen Cvitan i Joseph Gallagher. Po zakończeniu sezonu 2007 klub w związku z trudnościami finansowymi wycofał się z Nationalligi A i został relegowany do Nationalligi B. W 2010 roku klub spadł do 1. Ligi. W roku 2015 zespół grał w 2. Lidze, w której uzyskał wówczas awans. W 2017 roku klub zajął trzecie miejsce w 1. Lidze, ale później wycofał się z rozgrywek.

## Arcymistrzowie w historii klubu
- Christian Bauer[12]
- Ognjen Cvitan[6]
- Joseph Gallagher[6]
- Wiktor Korcznoj[4]
- Wadim Miłow[13]
- Yannick Pelletier[14]